# Агросвет
Агросвет — упразднённый посёлок в Павловском районе Алтайского края России. На момент упразднения входил в состав Лебяжинского сельсовета. Исключен из учётных данных в 2000 г.

## География
Располагался на левом берегу пруда на реке Поперечная, в 3 км (по прямой) к западу от села Лебяжье.

## История
Основан в 1926 году. В 1926 году посёлок Красагросвет состоял из 24 хозяйств. В административном отношении входил в состав Лебяжинского сельсовета Павловского района Барнаульского округа Сибирского края.
Исключен из учётных данных в 2000 г.

## Население
В 1926 году в посёлке проживало 135 человек (75 мужчин и 60 женщин), основное население — русские